# Markéta z Connaughtu, vévodkyně ze Skåne

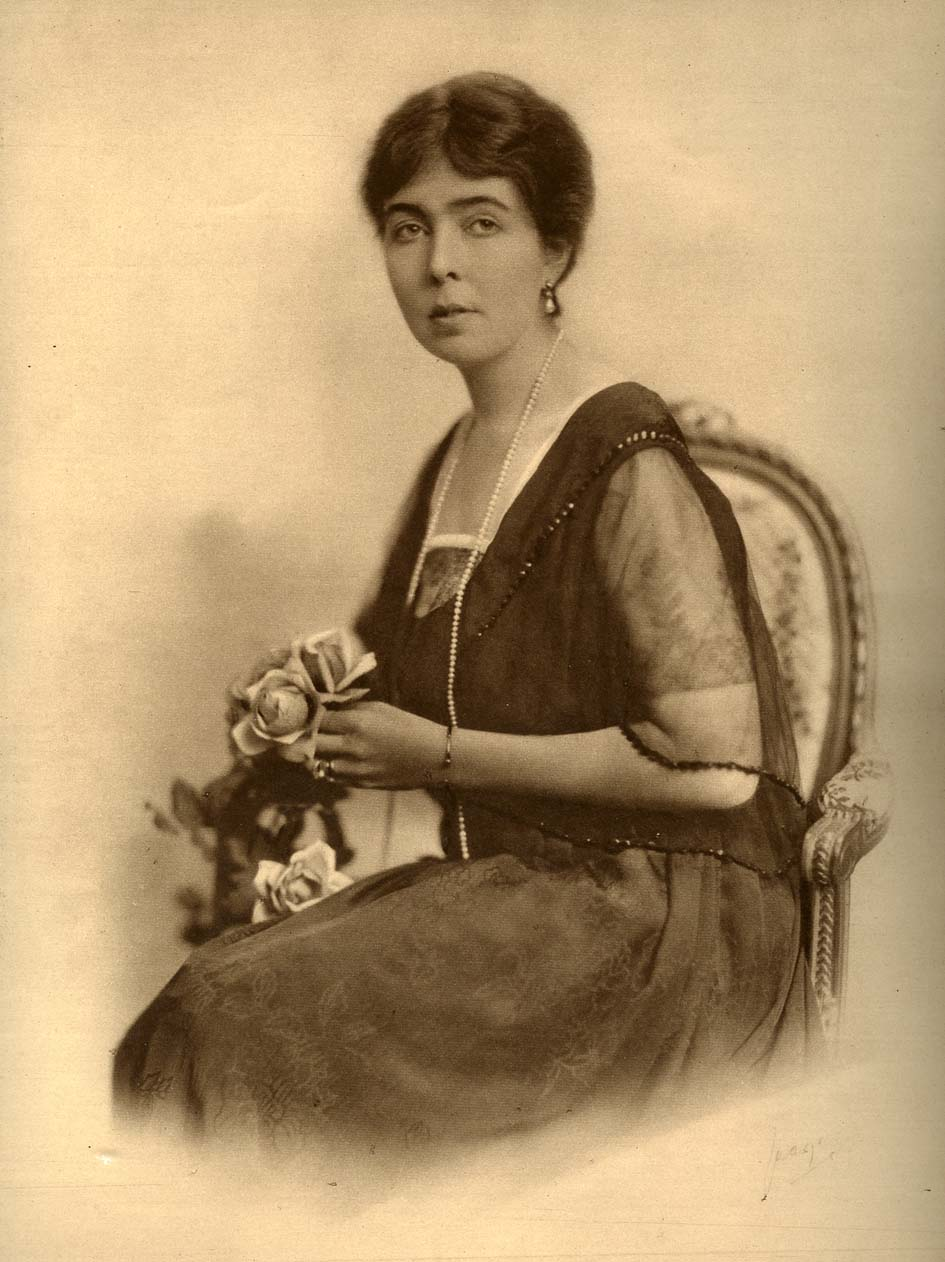
Princezna Margareta (1910).

Princezna Margareta z Connaughtu (Margareta Viktorie Šarlota Augusta Nora; 15. ledna 1882, Bagshot Park – 1. května 1920, Stockholm) byla jako první manželka budoucího krále Gustava VI. Adolfa švédská korunní princezna. Byla starší dcerou prince Artura, vévody z Connaughtu, třetího syna královny Viktorie Britské, a jeho manželky princezny Luisy Markéty Pruské. Z jejího manželství vzešlo pět dětí; byla babičkou krále Karla XVI. Gustava Švédského, královny Markéty II. Dánské a královny Anny-Marie Řecké. Zemřela 30 let před nástupem svého manžela na švédský trůn.

## Biografie

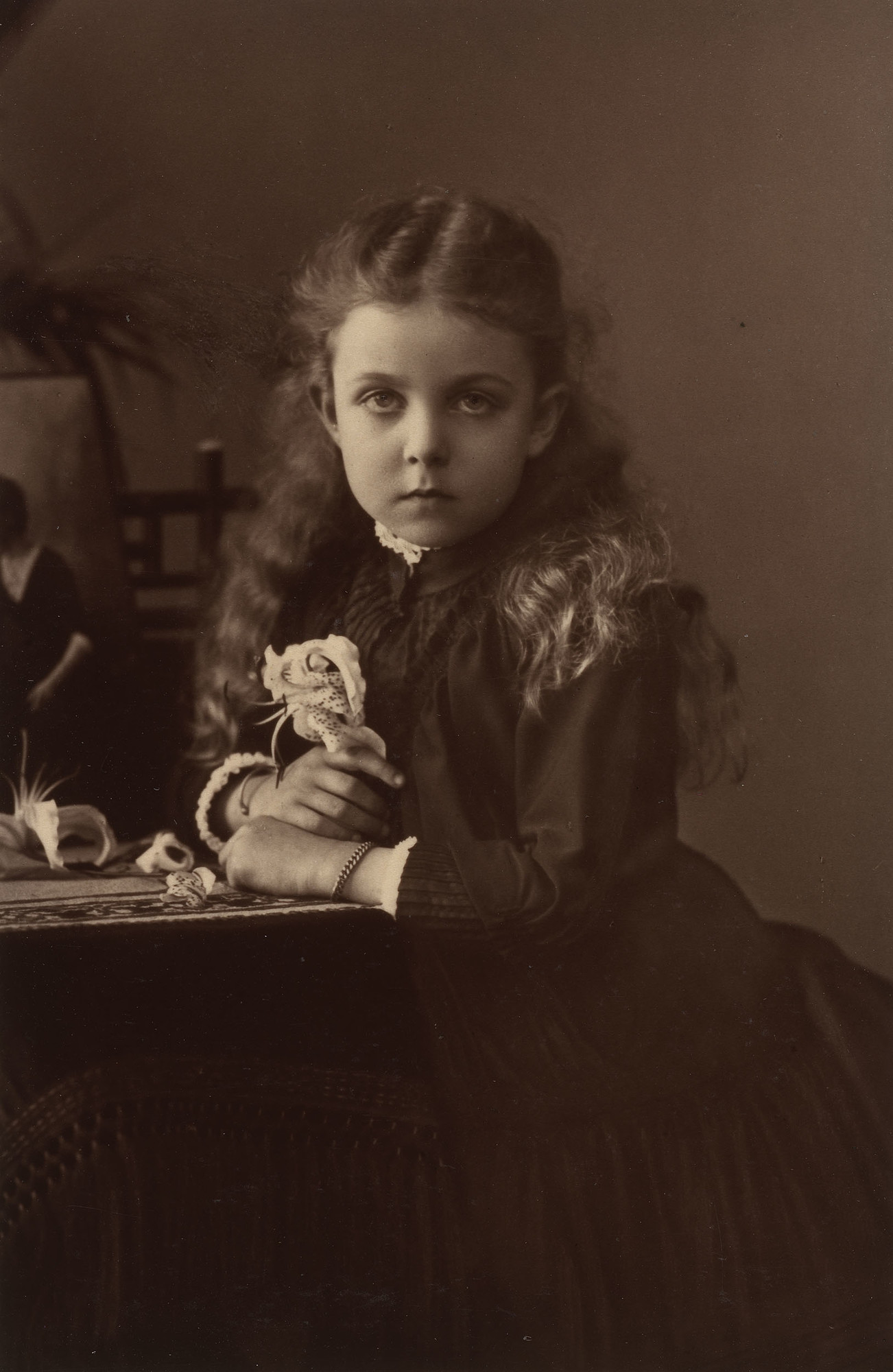
Princezna Markéta v roce 1888

### Původ a mládí
Narodila se jako nejstarší ze tří dětí Artura, vévody z Connaughtu a Strathearnu, třetího syna britské královny Viktorie, a jeho manželky, pruské princezny Luisy Markéty. Dívce doma říkali Daisy. Po narození obdržela titul Její královská výsost princezna Margareta z Connaughtu, který nosila až do své svatby.
Princezna Margareta byla pokřtěna 11. března roku 1882 v soukromé kapli na hradě Windsor.
Jejími kmotry byli:
- královna Viktorie
- německý císař Vilém I.
- německá císařovna Augusta
- pruská a německá korunní princezna Viktorie
- Eduard, princ z Walesu

Biřmována byla v téže kapli v březnu roku 1898 ve věku 16 let.

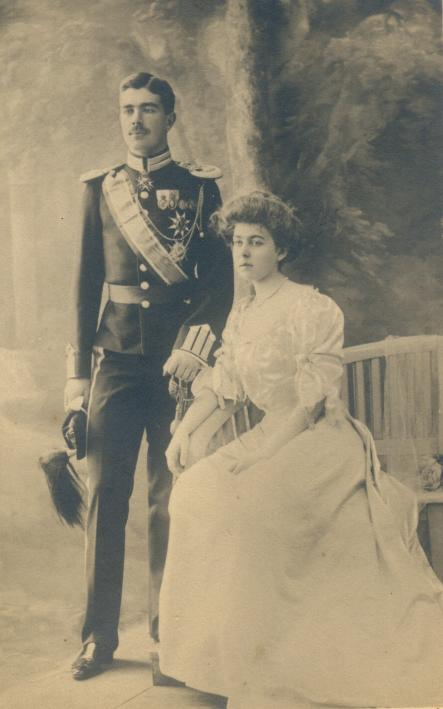
Švédský korunní pár v roce 1907.

### Manželství, potomci
Margareta a její sestra Patricie byly považovány za nejkrásnější princezny v Evropě. Jejich strýc, král Eduard VII., je chtěl provdat za některého z evropských králů nebo korunních princů. Rodina Connaught tedy odcestovala v lednu 1905 do Portugalska, kde královský pár (Karel I. Portugalský a Marie Amélie Orleánská) měl dva syny ve vhodném věku, kteří přicházeli v úvahu jako vhodní kandidáti ženitby, a to korunního prince Ludvíka Filipa a jeho mladšího bratra prince Manuela (1889–1932, pozdější portugalský král Manuel II.). Poté rodina odcestovala do Španělska, kde byla přijata mladým králem Alfonsem XIII. Ani na jednom dvoře se jejich očekávání nenaplnila a rodina Connaught pokračovala ve své cestě dál do Egypta a Súdánu. V Káhiře se setkali se švédským vévodou ze Skåne, princem Gustavem Adolfem, synem nástupce švédského krále Gustava V. (pozdějším švédským králem Gustavem VI. Adolfem), který zde byl na studijní cestě k hrobkám faraónů. Mezi ním a Margaretou vznikla láska na první pohled. Její rodiče byli velmi spokojeni, neboť vévoda byl vnukem švédského krále a perspektivním následníkem švédského trůnu.
Po několika měsících zasnoubení se 15. června roku 1905 na hradě Windsor konala svatba a Margareta se stala vévodkyní ze Skåne. Když otec jejího manžela v roce 1907 nastoupil po smrti svého otce Oskara II. na švédský trůn, stal se Gustav jeho následníkem – korunním princem.
Manželé dostali jako svatební dar zámek Sofiero u Helsingborgu. Margareta, vášnivá zahradnice, se věnovala péči a přetváření zámeckých zahrad. Byla rovněž milovnice umění, aktivně se věnovala malování a fotografování.

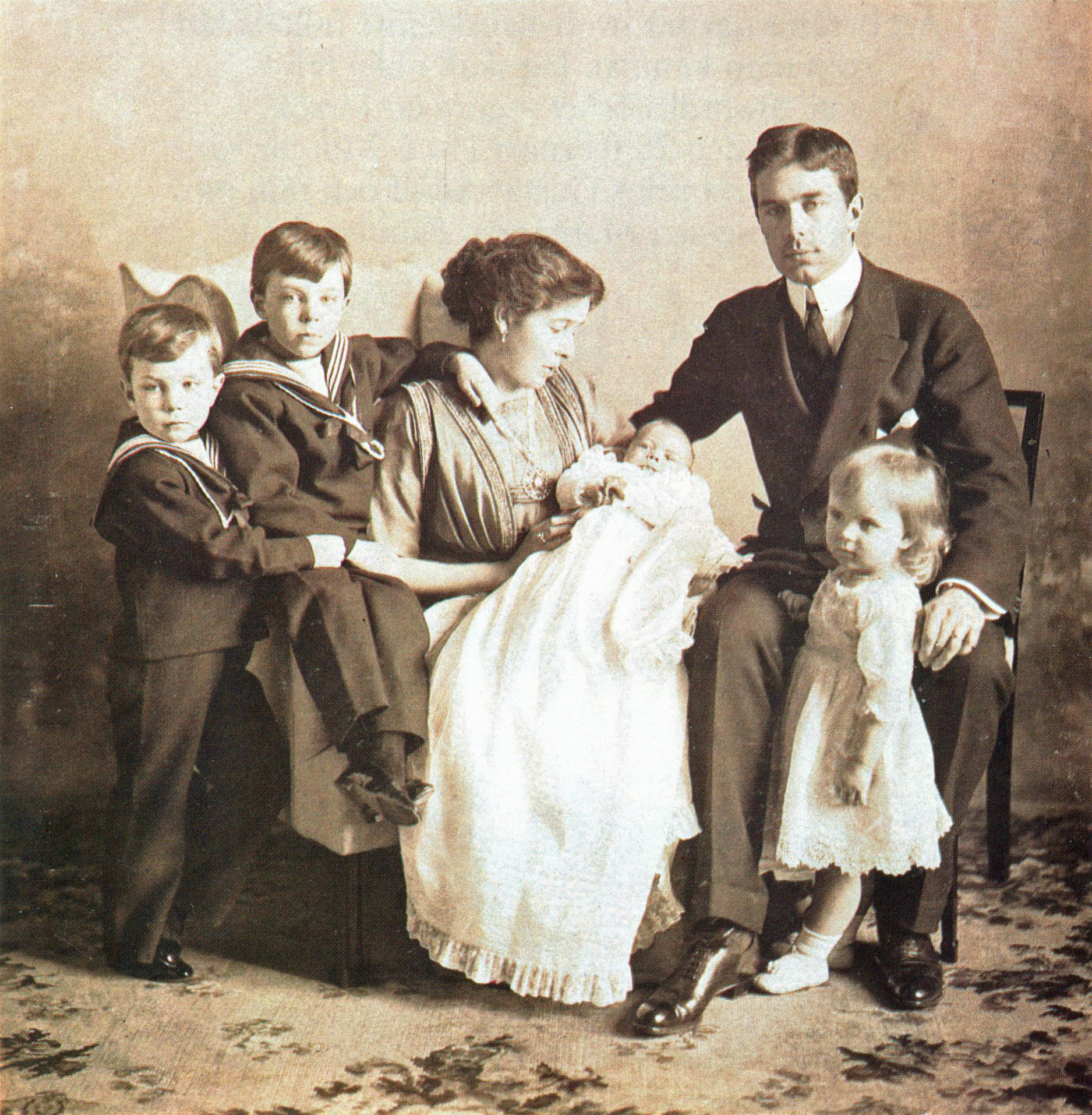
Princezna Margareta s manželem a dětmi.

Jejich manželství je popisováno jako šťastné; nepochybně i proto se záhy rodina rozrostla o pět rychle po sobě narozených dětí – čtyři syny a jednu dceru:
- Gustav Adolf (22. dubna 1906 – 26. ledna 1947), vévoda z Västerbottenu, ⚭ 1932 Sibyla Sasko-Kobursko-Gothajská (18. ledna 1908 – 28. listopadu 1972)
- Sigvard (7. června 1907 – 4. února 2002), vévoda z Uplandu, později hrabě z Wisborgu

⚭ 1934 Erica Maria Patzek (1911–2007), rozvod 1943
⚭ 1943 Sonja Christensen Robbert (1909–2004), rozvod 1961
⚭ 1961 Marianne Bernadotte (* 15. července 1924)
- Ingrid (28. března 1910 – 7. listopadu 2000) ⚭ 1935 princ Frederik, dánský král v letech 1947–1972
- Bertil (28. února 1912 – 5. ledna 1997), vévoda Hallandu, ⚭ 1976 Liliana Švédská (30. srpna 1915 – 10. března 2013)
- Karel Jan (31. října 1916 – 5. května 2012), vévoda z Dalarny a hrabě z Wisborgu, ⚭ 1946 Elin Kerstin Margaretha Wijkmark (4. října 1910 – 11. září 1987)

Přes svého nejstaršího syna Gustava Adolfa je Margareta babičkou současného švédského krále, přes svou jedinou dceru princeznu Ingrid pak i babičkou současné dánské královny Markéty II. a titulární řecké královny Anne-Marie.

### Smrt
Zemřela nečekaně ve svých 38 letech 1. května roku 1920 v důsledku zhoubné infekce (celkové sepse, otravy krve), která ji zachvátila po operaci vyvolané zánětem středního ucha. Když zemřela, byla v osmém měsíci těhotenství se svým šestým dítětem; to zemřelo spolu s ní. Nešťastná událost otřásla celým Švédskem.
Pohřbena byla ve stockholmské katedrále. Již před svou smrtí však ve své závěti stanovila, že nechce být pochována v žádném kostele. V roce 1922 byly tedy její ostatky převezeny na královský hřbitov v Haga v blízkosti Stockholmu, na místo, které si ona a její manžel vybrali za místo svého posledního odpočinku. Margareta byla první, kdo zde byl pohřben.

## Vývod z předků
|                        |                                     |  |                     |                                          |  |  |  |  |  |  |  | František Sasko-Kobursko-Saalfeldský |
|                        |                                     |  |                     |                                          |  |  |  |  |  |  |  |                                      |
|                        | Arnošt I. Sasko-Kobursko-Gothajský  |  |                     |                                          |  |  |  |  |  |  |  |                                      |
|                        |                                     |  |                     |                                          |  |  |  |  |  |  |  |                                      |
|                        |                                     |  |                     | Augusta Reuss Ebersdorf                  |  |  |  |  |  |  |  |                                      |
|                        |                                     |  |                     |                                          |  |  |  |  |  |  |  |                                      |
|                        | Albert Sasko-Kobursko-Gothajský     |  |                     |                                          |  |  |  |  |  |  |  |                                      |
|                        |                                     |  |                     |                                          |  |  |  |  |  |  |  |                                      |
|                        |                                     |  |                     | Augustus Sasko-Gothajsko-Altenburský     |  |  |  |  |  |  |  |                                      |
|                        |                                     |  |                     |                                          |  |  |  |  |  |  |  |                                      |
|                        | Luisa Sasko-Gothajsko-Altenburská   |  |                     |                                          |  |  |  |  |  |  |  |                                      |
|                        |                                     |  |                     |                                          |  |  |  |  |  |  |  |                                      |
|                        |                                     |  |                     | Luisa Šarlota Meklenbursko-Zvěřínská     |  |  |  |  |  |  |  |                                      |
|                        |                                     |  |                     |                                          |  |  |  |  |  |  |  |                                      |
|                        | Artur Sasko-Koburský                |  |                     |                                          |  |  |  |  |  |  |  |                                      |
|                        |                                     |  |                     |                                          |  |  |  |  |  |  |  |                                      |
|                        |                                     |  |                     | Jiří III.                                |  |  |  |  |  |  |  |                                      |
|                        |                                     |  |                     |                                          |  |  |  |  |  |  |  |                                      |
|                        | Eduard August Hannoverský           |  |                     |                                          |  |  |  |  |  |  |  |                                      |
|                        |                                     |  |                     |                                          |  |  |  |  |  |  |  |                                      |
|                        |                                     |  |                     | Šarlota Meklenbursko-Střelická           |  |  |  |  |  |  |  |                                      |
|                        |                                     |  |                     |                                          |  |  |  |  |  |  |  |                                      |
|                        | Královna Viktorie                   |  |                     |                                          |  |  |  |  |  |  |  |                                      |
|                        |                                     |  |                     |                                          |  |  |  |  |  |  |  |                                      |
|                        |                                     |  |                     | František Sasko-Kobursko-Saalfeldský     |  |  |  |  |  |  |  |                                      |
|                        |                                     |  |                     |                                          |  |  |  |  |  |  |  |                                      |
|                        | Viktorie Sasko-Kobursko-Saalfeldská |  |                     |                                          |  |  |  |  |  |  |  |                                      |
|                        |                                     |  |                     |                                          |  |  |  |  |  |  |  |                                      |
|                        |                                     |  |                     | Augusta Reuss Ebersdorf                  |  |  |  |  |  |  |  |                                      |
|                        |                                     |  |                     |                                          |  |  |  |  |  |  |  |                                      |
| Margareta z Connaughtu |                                     |  |                     |                                          |  |  |  |  |  |  |  |                                      |
|                        |                                     |  |                     |                                          |  |  |  |  |  |  |  |                                      |
|                        |                                     |  | Fridrich Vilém III. |                                          |  |  |  |  |  |  |  |                                      |
|                        |                                     |  |                     |                                          |  |  |  |  |  |  |  |                                      |
|                        | Karel Pruský                        |  |                     |                                          |  |  |  |  |  |  |  |                                      |
|                        |                                     |  |                     |                                          |  |  |  |  |  |  |  |                                      |
|                        |                                     |  |                     | Luisa Meklenbursko-Střelická             |  |  |  |  |  |  |  |                                      |
|                        |                                     |  |                     |                                          |  |  |  |  |  |  |  |                                      |
|                        | Fridrich Karel Pruský               |  |                     |                                          |  |  |  |  |  |  |  |                                      |
|                        |                                     |  |                     |                                          |  |  |  |  |  |  |  |                                      |
|                        |                                     |  |                     | Karel Fridrich Sasko-Výmarsko-Eisenašský |  |  |  |  |  |  |  |                                      |
|                        |                                     |  |                     |                                          |  |  |  |  |  |  |  |                                      |
|                        | Marie Sasko-Výmarsko-Eisenašská     |  |                     |                                          |  |  |  |  |  |  |  |                                      |
|                        |                                     |  |                     |                                          |  |  |  |  |  |  |  |                                      |
|                        |                                     |  |                     | Marie Pavlovna Romanovová                |  |  |  |  |  |  |  |                                      |
|                        |                                     |  |                     |                                          |  |  |  |  |  |  |  |                                      |
|                        | Luisa Markéta Pruská                |  |                     |                                          |  |  |  |  |  |  |  |                                      |
|                        |                                     |  |                     |                                          |  |  |  |  |  |  |  |                                      |
|                        |                                     |  |                     | Fridrich Anhaltsko-Desavský              |  |  |  |  |  |  |  |                                      |
|                        |                                     |  |                     |                                          |  |  |  |  |  |  |  |                                      |
|                        | Leopold IV. Anhaltský               |  |                     |                                          |  |  |  |  |  |  |  |                                      |
|                        |                                     |  |                     |                                          |  |  |  |  |  |  |  |                                      |
|                        |                                     |  |                     | Amálie Hesensko-Homburská                |  |  |  |  |  |  |  |                                      |
|                        |                                     |  |                     |                                          |  |  |  |  |  |  |  |                                      |
|                        | Marie Anna Anhaltsko-Desavská       |  |                     |                                          |  |  |  |  |  |  |  |                                      |
|                        |                                     |  |                     |                                          |  |  |  |  |  |  |  |                                      |
|                        |                                     |  |                     | Ludvík Karel Pruský                      |  |  |  |  |  |  |  |                                      |
|                        |                                     |  |                     |                                          |  |  |  |  |  |  |  |                                      |
|                        | Bedřiška Vilemína Pruská            |  |                     |                                          |  |  |  |  |  |  |  |                                      |
|                        |                                     |  |                     |                                          |  |  |  |  |  |  |  |                                      |
|                        |                                     |  |                     | Frederika Meklenbursko-Střelická         |  |  |  |  |  |  |  |                                      |
|                        |                                     |  |                     |                                          |  |  |  |  |  |  |  |                                      |